# Лучисте
Лучи́сте (до 1945 року — Демірджі, крим. Demirci) — село в Україні, в Ялтинському районі Автономної Республіки Крим.
Розташоване за 14 км на північ від Алушти, на південь від Ангарського перевалу. Населення — 1044 чол. (на 2006 р.). Північніше розташовані Долина Привидів та Демерджі-яйла.

## Історія
На місці нинішнього села в VI—VII ст. існувало поселення Фуни, у якому жили ковалі, теслярі, лимарі. У XIII ст. воно стало називатися Демірджі. Неподалік села виявлено залишки двох поселень доби неоліту, поселення доби бронзи, трьох таврських могильників.
У XIV ст. феодорити будують за 2 кілометри на північ від села фортецю Фуна, яка була східним форпостом їх держави. Фортецю зруйнували османи в 1475. Однак чи належало само село державі Феодоро невідомо, бо в цей період тут проходив кордон володінь феодоритів та генуезців, яким належала фортеця Алустон.
До 1945 село носило назву Демірджі.

## Населення
За даними перепису населення 2001 року, у селі мешкало 1044 осіб. Мовний склад населення села був таким:
| Мова              | Число ос. | Відсоток |
| ----------------- | --------- | -------- |
| українська        | 68        | 6,51     |
| російська         | 817       | 78,26    |
| кримськотатарська | 152       | 14,56    |
| білоруська        | 1         | 0,1      |
| болгарська        | 1         | 0,1      |